# غونتر شميت
غونتر شميت (بالألمانية: Günter Schmidt)‏ هو كاتب ألماني، ولد في 10 مايو 1926 في لوبيك في ألمانيا، وتوفي في 23 ديسمبر 2016 في Deutsch Evern ‏ في ألمانيا.